# Валло, Борис
Бори́с Валло́ (фр. Boris Vallaud; род. 25 июля 1975) — французский политик, член Социалистической партии, депутат Национального собрания (с 2017).

## Биография
В 1990-е годы окончил Институт политических исследований, где познакомился с Наджад Белкасем, на которой впоследствии женился. Начал политическую карьеру с должности директора канцелярии префекта департамента Гар, впоследствии был генеральным секретарём префектуры департамента Ланды и генеральным секретарём генерального совета департамента Сона и Луара. Будучи человеком из окружения Арно Монтебура, после назначения этого политика министром возобновления роста, а затем министром экономики, Валло возглавлял канцелярию министра, а после его ухода из правительства в 2014 году стал заместителем генерального секретаря администрации президента Франции Франсуа Олланда.
18 июня 2017 года во втором туре голосования парламентских выборов неожиданно для многих наблюдателей с результатом 50,75 % победил в 3-м округе департамента Ланды кандидата от президентской партии «Вперёд, Республика!» Жана-Пьера Стейнера (Jean-Pierre Steiner), получив всего на 674 голоса больше.
После избрания Оливье Фора первым секретарём Социалистической партии Валло вместе с Валери Рабо и Гийомом Гаро вступил в борьбу за пост лидера фракции «новых левых» в Национальном собрании, но затем снял свою кандидатуру (в итоге победа досталась Рабо).

## Личная жизнь
В 2008 году в семье Наджад и Бориса Валло родились близнецы Нур и Луи.